# القصر الملكي في أمستردام

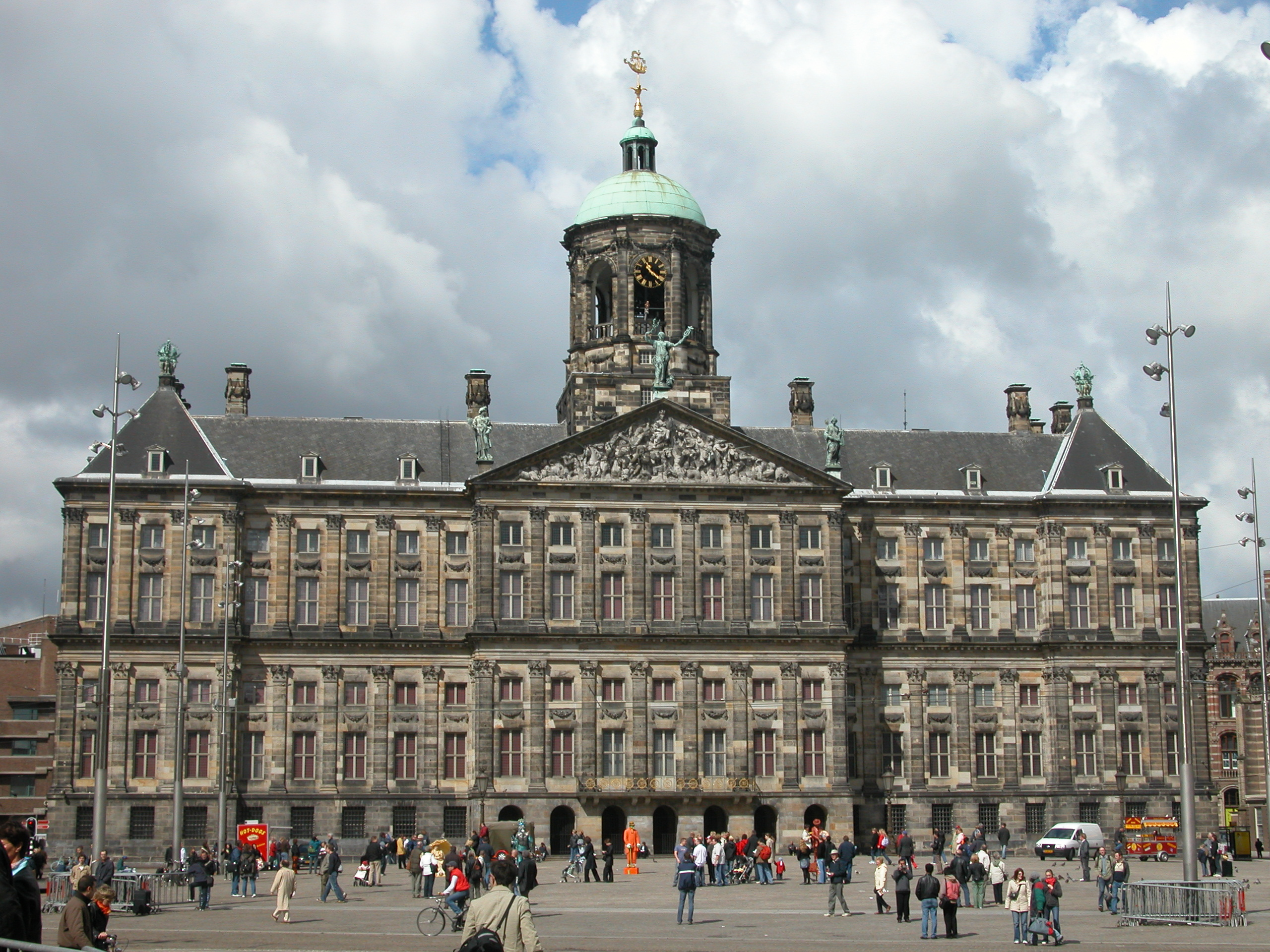
القصر الملكي في أمستردام.

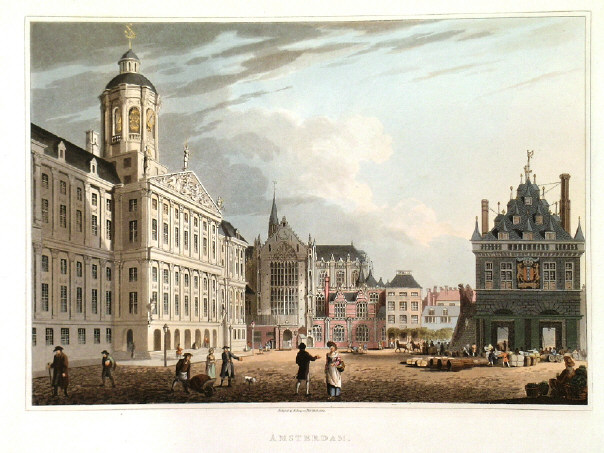
القصر عام 1814.

القصر الملكي في أمستردام (بالهولندية: Koninklijk Paleis Amsterdam أو Paleis op de Dam) قصر ملكي يقع في ساحة دام وسط أمستردام، هولندا. وهو واحد من ثلاثة قصور في هولندا هي تحت تصرف العاهل بموجب القانون الهولندي. يرجع تاريخ بناء القصر لعام 1648 في مكان دار البلدية.
وقد كان هذا القصر مقر حكم لويس بونابرت أخو نابليون الأول حيث كان لويس ملكاً لهولندا عام 1808، ولكنه تنازل عنه بعد عامين فقط. الجدير بالذكر بأن واجهة القصر بيضاء ولكن أكتسب لونه الغامق مع مرور الزمن.

## وصلات خارجية
- الموقع الرسمي (بالإنجليزية)
- القصر الملكي، أمستردام على موقع البيت الملكي الهولندي
- القصر الملكي على موقع وكالة الآثار والمعالم لمدينة أمستردام
- صورة جوية للقصر الملكي في ويكي مابيا